# ABEMA MIX
ABEMA MIX（アベマミックス）、旧称AbemaMixは、ABEMAのHIPHOPチャンネルで2017年1月1日から2022年12月29日まで毎日午後7時より生放送で配信されていた音楽番組。

## 概要
毎日午後7時よりノンストップで行われるDJ PLAYを配信していた音楽番組。HIPHOPを身近に楽しむ、好きになるきっかけとなる番組を目指し2017年1月1日より配信を開始した。
DJの他ヒップホップMCがゲストで出演する日などもあり、その他AWAとのコラボレーションの配信も過去に行っていた。その他「AbemaMix All Stars」や、2018年11月23日の午後17:30 - 22:00には「【NIKE】 BATTLE FORCE powered by AbemaMix」といった特番も配信されていた。
2017年1月1日から2018年10月26日まではHARAJUKUAbemaStudioから生配信をしていた。以降は、神宮前5丁目青山学院アスタジオ1階の特設スペース（通称・Abema表参道スタジオ、AbemaStudio OMOTESANDO）から生配信をしていた。
2018年11月22日から12月25日まで「Abemamix Award 2018」を実施した。番組コンセプトを最も体現したアーティストを視聴者による投票で決定し、チャンピオンとしてDJ HAL、シルバープライズとしてFUJI TRILL、DJ HOKUTO、DJ IZOH、DJ KEKKE、ZEN-LA-ROCKが表彰された。
2019年3月23日には原宿キャットストリートに出張した。『URAHARA 25th ANNIVERSARY』の一環としてアイスウォッチ原宿店内に特設ブースを設け中継した。
2019年4月15日以降は新設された渋谷・UDAGAWA BASEから配信していた。
2022年12月29日を以てレギュラー放送を終了した。

## 主な出演DJ・MC

### 月曜日 （#ヨコハマンデー・主に横浜市ゆかりのDJ・MCが出演）
- DJ 8MAN
- DJ KENTA (ZZ production)
- DJ SN-Z
- DJ RAID
- DJ CAN & NONKEY
- DJ LUKE

### 火曜日（#クロチュー・cross over Tuesdayの略）
- MARZY
- FUJI TRILL
- DJ KEKKE
- DJ HAL

### 水曜日（#ビグウェン・big Wednesdayの略）
- DJ CELORY
- DJ WATARAI
- DJ HAZIME
- DJ KANJI
- DJ SAFARI
- MC BULL

### 木曜日（#ハイサー・high end Thursdayの略）
- DJ CHARI
- DJ REN
- DJ IZOH
- DJ NOBU a.k.a BOMBRUSH!
- D.D.S
- DJ U-LEE

### 金曜日（#パリフラ・party Fridayの略）
- DJ TY-KOH
- DJ SpiTe
- DJ TSUKASA
- DJ RINA
- MC YOU-KID
- DJ KIXXX

### 土曜日（#グルサタ・groovy Saturdayの略）
- DJ KANGO
- ZEN-LA-ROCK
- doooo
- DJ HOKUTO
- Yukibeb
- Shioriybradshaw